# Puchar Polski w piłce siatkowej kobiet (1932)
Puchar Polski w piłce siatkowej kobiet 1932 (Puchar PZGS) – 1. sezon rozgrywek o siatkarski Puchar Polski, zwany także zimowymi mistrzostwami Polski. W turnieju mogły wziąć udział drużyny, które zwyciężyły w eliminacjach okręgowych.

## Rozgrywki
Uczestniczące w rozgrywkach drużyny rozegrały mecz i rewanż.
 Wyniki meczów
| Data       | Drużyna 1    | Wynik | Drużyna 2    | Sety                     |
| ---------- | ------------ | ----- | ------------ | ------------------------ |
| 21.02.1932 | AZS Warszawa | 1:0   | HKS Łódź     | 30:12 (15:8)             |
| 21.02.1932 | HKS Łódź     | 1:0   | AZS Warszawa | 25:23 (7:15) po dogrywce |

## Skład zdobywcy pucharu Polski
- AZS Warszawa: Zdzisława Wiszniewska, Janina Werner, Alicja Piotrowska, Barbara Cegielska, Halina Bielecka, Jadwiga Kuryluk.

## Klasyfikacja końcowa
| Miejsce | Drużyna      |
| ------- | ------------ |
| złoto   | AZS Warszawa |
| 2.      | HKS Łódź     |